# دراجغوف
دراجغوف هي قرية في التقسيم الإداري أواش داخل مقاطعة ريكي في محافظة لوبلين في شرق بولندا. تقع على بعد 3 كيلومتر جنوب شرق أواش وعلى بعد 15 كيلومتر شرق ريكي و 48 كيلومتر شمال غرب العاصمة الإقليمية لوبلين.